# 아시아NGO센터
아시아 NGO 센터 (Asia NGO Center)는 2002년 2월 4일 대한민국의 녹색연합, 여성연합, 여성의 전화, 환경 연합, YMCA 등이 참여하여 만든 아시아 시민사회 단체, 교육 기관이다. 아시아의 주요 활동가들을 양성하며 아시아의 시민사회 연대를 통한 아시아 대안 공동체 형성을 목표로 다양한 활동을 하고 있다. 아시아 NGO 센터는 2008년 9월 26일 "아시안 브릿지 (Asian Bridge : www.asianbridge.asia)"로 조직과 명칭을 새롭게 바꾸게 되었다.

## 설립 목표
설립 목표는 다음과 같다.
- 대한민국 및 아시아 시민사회단체 간의 상호 정보 교류 네트워크를 일상화함으로 시민사회 운동의 사고와 폭을 넓히도록 하는 데 기여한다.
- 단체 활동가 및 회원의 교육 훈련 프로그램을 통한 활동가의 인력 계발을 높인다.
- 아시아 시민사회운동의 네트워크를 통해 세계화 문제 등에 대한 대안적 사회 운동 모형을 세우고자 한다.